# Кана (река, впадает в Канозеро)
Кана — река в Мурманской области России. Протекает по территориям городских округов город Кировск с подведомственной территорией и город Апатиты с подведомственной территорией.
Длина реки — 48 км. Площадь бассейна — 284 км². Скорость течения — 0,1 м/с.
Исток Каны расположен в лесах, южнее озера Имандра (в 25 км южнее города Апатиты) впадает в Канозеро на высоте 52,7 м (система реки Умбы). Река порожиста, протекает по лесной заболоченной местности. Проходит через озеро Верхнее Контозеро. Питание в основном снеговое. Населённых пунктов на Кане нет.